# Oenomys ornatus
Oenomys ornatus — вид гризунів родини Muridae. Він зустрічається в Кот-д'Івуарі, Гані, Гвінеї, Ліберії та Сьєрра-Леоне. Його природними середовищами існування є субтропічні або тропічні сезонно вологі або затоплені низинні луки та сезонно затоплювані сільськогосподарські угіддя, його також спостерігали у середовищі вторинного високого лісу.

## Морфологічна характеристика
Це невеликий гризун із довжиною голови й тулуба від 180 до 203 мм, довжиною ступні від 31 до 36 мм, довжиною вух від 18 до 19 мм і вагою до 103 грамів. Верхня частина тіла змінюється від світло-зеленувато-сірого до зеленувато-коричневого, з темно-сірими основами волосся та помаранчевою смугою вздовж розподільної лінії. Черевні частини білі, злегка вкраплені червонуватим відтінком. Морда і області навколо очей коричнево-вохристі. Вуха великі, округлі, з невеликими пучками коричневого хутра вздовж внутрішнього краю та червонуватими на зовнішній поверхні. Задня частина ніг коричнево-вохриста. Задні кінцівки і стегна жовтувато-коричневі. Хвіст довший за голову й тулуб, зверху темний, знизу жовтуватий і вкритий дрібною темною щетиною.

## Поведінка
Це напівдеревний і нічний вид. Харчується зеленим листям, стеблами трави, пагонами, насінням і комахами.